# James Buchanan
James Buchanan (23 tháng 4 năm 1791 - 1 tháng 6 năm 1868) là Tổng thống thứ 15 của Hoa Kỳ phục vụ từ năm 1857 đến năm 1861 trong giai đoạn ngay trước cuộc Nội chiến Hoa Kỳ. Ông là một thành viên của Đảng Dân Chủ, từng giữ chức Ngoại trưởng, và đã từng đại diện cho tiểu bang Pennsylvania trong cả hai viện của Quốc hội Hoa Kỳ trước khi trở thành Tổng thống.
Sinh ra tại một khu chưa hợp nhất tên Cove Gap thuộc tiểu bang Pennsylvania, Buchanan lớn lên trở thành một luật sư có tiếng và đắc cử trở thành dân biểu trong Quốc hội tiểu bang Pennsylvania với tư cách là thành viên Đảng Liên bang. Năm 1820, ông thắng cuộc bầu cử để trở thành dân biểu trong Hạ viện của Quốc hội Hoa Kỳ và trở thành Đảng viên Đảng Dân chủ của Andrew Jackson. Tổng thống Jackson lúc bấy giờ bổ nhiệm ông làm Đại sứ Hoa Kỳ tại Nga, và sau đó đắc cử để trở thành Thượng Nghị sĩ đại diện cho Pennsylvania trong Thượng viện Hoa Kỳ. Năm 1845, ông chấp nhận sự bổ nhiệm của Tổng thống James K. Polk cho chức vụ Ngoại trưởng. Đảng của Buchanan xem ông là một ứng cử viên sáng giá cho chức Tổng thống trong cuộc bầu cử những năm 1840 và 1850. Cuối cùng, tại Đại hội Toàn quốc Đảng Dân chủ năm 1856, ông đã đánh bại vị Tổng thống đương nhiệm lúc bấy giờ là Franklin Pierce và Thượng Nghị sĩ Stephen A. Douglas để được đề cử đại diện cho Đảng trở thành ứng cử viên trong cuộc đua vào Nhà trắng. Buchanan và người đồng ứng cử là John C. Breckinridge của tiểu bang Kentucky đã đánh bại John C. Frémont của Đảng Cộng hòa và Millard Fillmore của Đảng Know Nothing trong cuộc bầu cử Tồng thống năm đó.
Tổng thống Buchanan đã ủng hộ quyết định của Tối cao Pháp viện Hoa Kỳ trong vụ xét xử một nô lệ tên Dred Scott. Đồng thời, ông hợp tác với những người lãnh đạo miền Nam Hoa Kỳ nhằm sát nhập vùng Kansas vào Liên minh với tư cách là một tiểu bang cho phép chế độ nô lệ chiếu theo Hiến pháp Lecompton. Và cũng vì những hành động này, Buchanan đã làm nhiều chính trị gia Đảng Cộng hòa nổi giận và bị các thành viên Đảng Dân Chủ ở phía Bắc Hoa Kỳ xa lánh. Ông giữ đúng lời hứa là chỉ phục vụ duy nhất một nhiệm kỳ và ủng hộ cho Breckinridge trong cuộc bầu cử Tổng thống năm 1860. Tuy nhiên, Breckinridge đã thất bại dưới tay ứng cử viên Đảng Cộng hòa Abraham Lincoln trong cuộc bầu cử năm đó. Sau khi Lincoln đắc cử, nhiều tiểu bang ở miền Nam đã tuyên bố ly khai khỏi Liên minh, và Nội chiến Hoa Kỳ nổ ra chỉ vài tuần sau khi Buchanan rời chiếc ghế Tổng thống. Các nhà sử học đổ lỗi cho Buchanan vì đã gây ra cuộc Nội chiến khi ông đã thất bại trong việc giải quyết vấn đề nô lệ cũng như ngăn chặn cuộc ly khai của các tiểu bang miền Nam. Do đó, ông thường được xem như là một trong những vị Tổng thống tệ nhất trong lịch sử Hoa Kỳ.

## Sự nghiệp chính trị
Ông là tổng thống duy nhất trong lịch sử đến từ tiểu bang Pennsylvania, ông cũng là tổng thống duy nhất chưa bao giờ kết hôn. Trên cương vị tổng thống, Buchanan có biệt danh "doughface" (người nhu nhược), ông đấu tranh với Stephen A. Douglas giành quyền kiểm soát Đảng Dân chủ. Các học giả thường xuyên xếp ông là một trong hai hoặc ba tổng thống tồi tệ nhất của Hoa Kỳ; dù Buchanan tuyên bố chiến tranh ly khai là bất hợp pháp, nhưng ông cũng tuyên bố tham gia cuộc chiến để ngăn chặn nó cũng là bất hợp pháp. Sự thụ động này đã đặt nền tảng để tổng thống Abraham Lincoln thực hiện cuộc Nội chiến Hoa Kỳ.